# Longchangying
Longchangying (kinesiska: 龙场营, 龙场营镇) är en köping i Kina. Den ligger i provinsen Guizhou, i den sydvästra delen av landet, omkring 140 kilometer nordväst om provinshuvudstaden Guiyang. Antalet invånare är 16240. Befolkningen består av 7 987 kvinnor och 8 253 män. Barn under 15 år utgör 35 %, vuxna 15-64 år 54 %, och äldre över 65 år 10,0 %.